# Roszik Hella
Roszik Hella (Békéscsaba, 1979. november 20. –)  magyar színésznő, zenész.

## Pályája
1999-ben végezte el a Bartók Béla Zeneművészeti Szakközépiskola hegedű tanszakát, ezt követően a zalaegerszegi Hevesi Sándor Színház előadásaiban játszott. 2003-ban nyert felvételt a Színház- és Filmművészeti Egyetem zenés színész szakára, osztályfőnökei Ascher Tamás és Novák Eszter voltak. 2007-ben, a diplomaszerzést követően osztálytársaival együtt megalapítják a HOPPart Társulatot.
2007 óta tagja a Pintér Béla és Társulatának, gyakran lép fel közösen Darvas Kristóffal, 2014 óta hegedül és énekel a Müller Péter Sziámi Andfriends zenekarban , emellett tagja Bródy János zenekarának.

## Színházi szerepei
A Színházi adattárban regisztrált bemutatóinak száma: 26.

### Hevesi Sándor Színház
- Rejtő: Vesztegzár a Grand Hotelban (Li-Shing; Dizőz)
- Bereményi-Várkonyi: Ifipark (Marylou; Zsanett)
- Brammer-Grünwald-Kálmán: Marica grófnő (Hetélyessy Vilma)
- Bornemissza: Magyar Elektra

### Ódry Színpad
- Brecht: K.mama (Kurázsi mama)
- Laurents-Sondheim-Bernstein: West Side Story
- Ragni-Rado-MacDermot: Hair
- Vakrepülés (Embervásár)
- Pintér: Korcsula
- Túl vagy a nehezén, most jön a neheze (Örkény-egypercesek)

### Merlin Színház
- Szent Iván éjjelén
- Mozart-Schikaneder: Varázsfuvola[4][5]

### Örkény Színház
- Szép: Kávécsarnok (Még egy kisasszony)
- Szép: Tűzoltó (Szolgáló)
- Molnár: Az üvegcipő (Házmesterné)
- Dorst: Merlin, avagy Isten, Haza, Család (Parzival)

### HOPPart Társulat
- Tovább is van... (Az idegen gyermek)
- Kleist: Herrmann csatája
- Kander-Ebb-Fosse: Chicago
- Shakespeare: Ahogy tetszik (Rosalinda)

### Pintér Béla és Társulata
- Az Őrült, az Orvos, a Tanítványok és az Ördög (Máté Edina)
- A Démon Gyermekei (Yamamoto-Kovács Árpád)
- A Soha Vissza Nem Térő (Kuncz Nikolett)
- Párhuzamos Óra (A főpap lánya)
- Szutyok (Etus)
- Tündöklő Középszer (Héra)
- A 42. hét (Enikő)
- Titkaink (Kata)
- BÁRKIBÁRMIKOR (Rita; Balázs; Natasa)

### Egyéb helyszínek

#### Sirály
- Toepler-Peer-Paizs: Nukleáris Reneszánsz (Helena)

#### Pinceszínház
- Macmilan: Anyám éhesnek tűnik

## Filmjei
- Az elsőszülött (2007, kisfilm)
- 9 és 1/2 randi (2008)
- Első szerelem (2010, rövidfilm)[6]
- Búcsú (2014, kisfilm)
- Reggeli látogató (2014, kisfilm)
- Jupiter holdja (2017)

## Külső hivatkozások
- Roszik Hella[7] a PORT.hu-n
- Roszik Hella[8] az imdb.com-on
- Színházi Adattár[9]
- Vászonra vele: Roszik Hella[10]